# 123 Importados
123 Importados foi uma loja virtual que prometia vender eletroeletrônicos e eletrodomésticos, mas que foi posteriormente identificada como uma fraude virtual. Em 30 de junho de 2020, oito suspeitos de participar da 123 Importados foram presos.

## Descrição
A 123 Importados, que operava no endereço eletrônico 123importados.com, era uma loja virtual que prometia vender eletroeletrônicos e eletrodomésticos, principalmente televisões, computadores e geladeiras, a preços muito abaixo do mercado; por exemplo, uma geladeira Electrolux era encontrada no site por mil reais, apesar de seu preço médio ser por volta de 2.800 reais em outras lojas. A única forma de pagamento era via boleto, e os prazos de entrega poderiam se estender a noventa dias.

## História

### Antecedentes
Segundo investigação da Polícia Civil, o grupo responsável pela 123 Importados fraudou empréstimos bancários em 2019. As investigações já teriam começado em novembro do ano citado; os integrantes foram presos por lavagem de dinheiro ao fazer empréstimos e outras operações em bancos usando empresas fantasmas. Foram presas cinco pessoas e apreendidos cinquenta veículos adquiridos com valores obtidos com a fraude.

### Início e repercussão
Em 17 de dezembro, o domínio 123importados.com foi registrado. No dia 7 de janeiro, ocorreu a inscrição como Pessoa Jurídica da Online Intermediações LTDA, com endereço para um prédio que aluga salas para reunião. A companhia foi aberta com um capital social de mil reais, e o quadro de sócios era composto apenas por Felipe Inocêncio da Silva, condenado por crime de tráfico de drogas e condutas afins em 2009. A 123 Importados declarou que o site começou a operar em janeiro de 2020; segundo relatório da empresa Netcraft, o site foi encontrado online pela primeira vez em fevereiro de 2020.
A 123 Importados passou a anunciar em grandes canais de televisão e jornais como Band e RedeTV!, o que, segundo consumidores, conferia credibilidade para a loja. Após isso, diversos sites apontaram que o site era possivelmente uma fraude virtual. Os principais fatores que levantaram a suspeita foram o alto prazo de entrega, a forma de pagamento (apenas boleto) e os preços extremamente baixos. O site foi denunciado pelo quadro Patrulha do Consumidor, de Celso Russomanno, no programa Cidade Alerta. Em 13 de junho, ele tentou contatar ao vivo o dono da 123 Importados; sem sucesso, ligou para a esposa do dono, que começou a proferir palavras de baixo calão. O site chegou a ser tirado do ar durante a exibição do programa, sendo publicados recados direcionados a Russomanno.

### Investigação
Em 30 de junho de 2020, a polícia fez uma operação em Jaú, Mauá e São Paulo contra o grupo suspeito de aplicar os golpes, sendo cumpridos oito mandados de prisão e doze de busca e apreensão. Os suspeitos foram levados para a sede do Departamento Estadual de Investigações Criminais (Deic). Uma SUV Jaguar avaliada em quinhentos mil reais foi apreendida. No dia 6, a Polícia Civil prendeu em Jaú um homem que tentava rearticular o grupo. Ele foi autuado por estelionato e associação criminosa, sendo o nono preso suspeito de participar do grupo.
A 123 Importados fez mais de dez mil vítimas no país e, segundo investigação da Polícia Civil, o prejuízo calculado pela ação do grupo pode chegar a dez milhões de reais.